# Ripe (album)
Pour les articles homonymes, voir Ripe (homonymie).
 (février 2024).
Si vous disposez d'ouvrages ou d'articles de référence ou si vous connaissez des sites web de qualité traitant du thème abordé ici, merci de compléter l'article en donnant les références utiles à sa vérifiabilité et en les liant à la section « Notes et références ».
Albums de Ben Lee
Awake Is The New Sleep
(2005)
Ripe est un album du chanteur australien Ben Lee, sorti en Australie et aux États-Unis le 18 septembre 2006.

## Titres
1. Love Me Like the World Is Ending (featuring Rachael Yamagata) (3:46)
2. American Television (featuring Rooney) (3:40)
3. Birds and Bees (featuring Mandy Moore) (3:09)
4. Is This How Love's Supposed to Feel? (featuring Charlotte Martin) (4:17)
5. Blush (3:55)
6. Numb (2:57)
7. What Would Jay-Z Do? (2:54)
8. Sex Without Love (featuring Benji Madden) (3:31)
9. Home (2:39)
10. So Hungry (3:34)
11. Just Say Yes (5:24)
12. Ripe" (3:05)